# Ophiorrhiza eriantha
Ophiorrhiza eriantha är en måreväxtart som beskrevs av Robert Wight. Ophiorrhiza eriantha ingår i släktet Ophiorrhiza och familjen måreväxter. Inga underarter finns listade i Catalogue of Life.